# Монтезине, Фабио Сезар
Фабио Сезар Монтезине (порт. Fábio César Montezine, араб. فابيو سيزار مونتيزإني‎; 24 февраля 1979, Лондрина, Бразилия) — катарский футболист бразильского происхождения, игравший на позиции полузащитника. Выступал за сборную Катара.

## Клубная карьера
Воспитанник «Сан-Паулу». Начинал карьеру в «Санта-Круз» из Ресифи. В 2001 году играл за «Виктория» из Пльзени. С 2001 по 2004 годы выступал за «Наполи». С 2005 года перебрался в Катар, где играл за «Аль-Араби», «Умм-Салаль» и «Эр-Райян».

## Карьера в сборных
С 2008 по 2012 годы выступал за сборную Катара, в составе которой играл на домашнем Кубке Азии 2011 года.

### Голы за национальную сборную
| № п/п | Дата            | Место             | Противник      | Счёт | Результат | Соревнование               |
| ----- | --------------- | ----------------- | -------------- | ---- | --------- | -------------------------- |
| 1.    | 26 марта 2008   | Доха, Катар       | Ирак           | 2-0  | Победа    | ЧМ-2010 (квалификация)     |
| 2.    | 26 марта 2008   | Доха, Катар       | Ирак           | 2-0  | Победа    | ЧМ-2010 (квалификация)     |
| 3.    | 24 августа 2008 | Доха, Катар       | Северная Корея | 2-1  | Победа    | Товарищеский               |
| 4.    | 14 ноября 2008  | Доха, Катар       | Южная Корея    | 1-1  | Ничья     | Товарищеский               |
| 5.    | 13 ноября 2009  | Руан, Франция     | Парагвай       | 2-0  | Победа    | Товарищеский               |
| 6.    | 13 ноября 2009  | Руан, Франция     | Парагвай       | 2-0  | Победа    | Товарищеский               |
| 7.    | 3 марта 2010    | Марибор, Словения | Словения       | 1-4  | Поражение | Товарищеский               |
| 8.    | 7 сентября 2010 | Доха, Катар       | Оман           | 1-1  | Ничья     | Товарищеский               |
| 9.    | 22 декабря 2010 | Доха, Катар       | Эстония        | 2-0  | Победа    | Товарищеский               |
| 10.   | 16 января 2011  | Доха, Катар       | Кувейт         | 3-0  | Победа    | Кубок Азии по футболу 2011 |
| 11.   | 21 января 2011  | Доха, Катар       | Япония         | 2-3  | Поражение | Кубок Азии по футболу 2011 |

## Личная жизнь
В 2009 году принял ислам.